# The New America
The New America (englisch für „Das neue Amerika“) ist das elfte Studioalbum der US-amerikanischen Punkrock-Band Bad Religion, das im Mai 2000 erschien.

## Entstehung und Veröffentlichung
Die Erstveröffentlichung von The New America erfolgte am 9. Mai 2000 bei Atlantic Records. Das Album erschien in seiner Standardausführung als CD mit 13 Titeln (Katalognummer: 83303-2). In Europa erschien das Album bei Dragnet Records mit dem Bonustitel The Fast Life (Katalognummer: DRA 498124 5). In Japan wurde es zusätzlich um den 15. Titel Queen of the 21st Century erweitert (Katalognummer: Dragnet ESCA-8152).
Getextet und komponiert wurden alle Lieder mit einer Ausnahme alleine von Bad-Religion-Mitglied Greg Graffin, während die Produktion aller Lieder von Todd Rundgren entstammt. Die Aufnahmen erfolgten Kauai, Hawaii. Brett Gurewitz, obwohl zu dieser Zeit kein Bandmitglied, schrieb an Believe It mit und spielte den Titel auch mit ein. Letztmals saß Bobby Schayer bei dieser Produktion am Schlagzeug.

## Titelliste
1. You’ve Got a Chance – 3:41
2. It’s a Long Way to the Promised Land – 2:29
3. A World Without Melody – 2:32
4. New America – 3:25
5. 1000 Memories – 3:00
6. A Streetkid Named Desire – 3:17
7. Whisper in Time – 2:32
8. Believe It – 3:41
9. I Love My Computer – 3:06
10. The Hopeless Housewife – 2:59
11. There Will Be a Way – 2:53
12. Let It Burn – 2:44
13. Don’t Sell Me Short – 3:58

Bonustitel
1. The Fast Life (Europa/Japan)
2. Queen of the 21st Century (Japan)

## Rezeption
Die Zusammenarbeit zwischen Graffin und Rundgren wurde aufgrund einiger Differenzen als eher enttäuschend beurteilt. Gleichwohl wurde deren Ergebnis von manchen Kritikern gelobt.

## Chartplatzierungen
| ChartsChartplatzierungen       | Höchstplatzierung | Wochen |
| ------------------------------ | ----------------- | ------ |
| Deutschland (GfK)              | 16 (7 Wo.)        | 7      |
| Österreich (Ö3)                | 47 (2 Wo.)        | 2      |
| Schweiz (IFPI)                 | 69 (5 Wo.)        | 5      |
| Vereinigte Staaten (Billboard) | 88 (2 Wo.)        | 2      |